# Cantón Panamá
Cantón Panamá är en ort i Mexiko.   Den ligger i kommunen Huixtla och delstaten Chiapas, i den sydöstra delen av landet, 900 km sydost om huvudstaden Mexico City. Cantón Panamá ligger 37 meter över havet och antalet invånare är 143.
Terrängen runt Cantón Panamá är varierad. Runt Cantón Panamá är det ganska tätbefolkat, med 108 invånare per kvadratkilometer. Närmaste större samhälle är Huixtla, 2,8 km nordost om Cantón Panamá. Omgivningarna runt Cantón Panamá är en mosaik av jordbruksmark och naturlig växtlighet.